# ديف بوستيون
ديف بوستيون (بالإنجليزية: Dave Bustion)‏ مواليد 30 أغسطس 1949 في غادسدن، هو لاعب كرة سلة أمريكي سابق. بدأ مسيرته الاحترافية في سنة 1972. تم اختياره من قبل فريق سكرامنتو كينغز خلال الدرافت. يبلغ طوله 6 قدم 8 بوصة (2.0 م). اعتزل اللعب في 1978.

## روابط خارجية
- ديف بوستيون على موقع سبورتس رفرنس (الإنجليزية)
- ديف بوستيون على موقع كلية كرة السلة في سبورتس رفرنس.كوم (الإنجليزية)
- ديف بوستيون على موقع ريلجم (الإنجليزية)